# Arjan
Arjan is een Nederlandse jongensnaam. De naam is afgeleid van de Latijnse naam Adrianus. 
Adrianus betekent "inwoner van, afkomstig uit Adria", een plaats in de buurt van Venetië. Adria wordt in verband gebracht met Latijns ater, dat "dofzwart" of "donker" betekent, een verwijzing naar het donkere zand langs de kust van de Adriatische Zee. 
Een variant op de naam is Arjen.
Arjan is ook een bekende Albanese naam. 

## Bekende naamdragers

### Nederlandse personen
- Arjan Breukhoven, Nederlandse toonkunstenaar
- Arjan Burggraaf, presentator bij RTV Noord-Holland
- Arjan Erkel, hulpverlener van Artsen zonder Grenzen; ontvoerd in Dagestan
- Arjan Ederveen, acteur
- Arjan van Hees, predikant en organist
- Arjan Hut, Fries schrijver
- Arjan Lock, programmamaker en omroepbestuurder (EO)
- Arjan Smit, acteur
- Arjan Visser, schrijver
- Arjan Vliegenthart, politicus

### Andere personen
- Arjan Beqaj, Albanees voetballer
- Arjan Pisha, Albanees voetballer
- Goeroe Arjan, de vijfde goeroe van de sikhs